# Eodorcadion lutshniki
Eodorcadion lutshniki es una especie de escarabajo longicornio de la subfamilia Lamiinae. Fue descrita científicamente por Plavilstshikov en 1937.
Se distribuye por Mongolia y Rusia. Mide 9,8-19,3 milímetros de longitud. El período de vuelo ocurre en los meses de junio y julio.